# Laura Granville
Laura Granville (Chicago, 12 de mayo de 1981) es una tenista profesional estadounidense retirada de la actividad.

## Carrera
Durante los dos años que pasó en la Universidad de Stanford, estableció el récord de mayor cantidad de victorias consecutivas en sencillos con 58 y terminó con un récord general de 93-3. Granville ganó el campeonato de sencillos de la NCAA y fue jugadora del año de la ITA tanto en 2000 como en 2001.
En 2001, Stanford ganó el campeonato femenino de tenis del equipo nacional y fue finalista en dobles. Se retiró en 2010 después de siete años completos en el WTA Tour y regresó a Stanford, donde completó sus estudios y se graduó en 2012. Fue incluida en el Salón de la Fama del Atletismo de la Universidad de Stanford en 2014.

## Finales de WTA

### Sencillos
| Resultado | No. | Fecha | Torneo    | Superficie | Oponente en la final | Marcador      |
| Finalista | 1.  | 2004  | Vancouver | Dura       | Nicole Vaidišová     | 6–2, 4–6, 2–6 |

### Dobles
| Resultado | No. | Fecha | Torneo      | Superficie   | Compañera             | Rivales                            | Marcador      |
| Finalista | 1.  | 2003  | Estrasburgo | Arcilla      | Jelena Kostanić Tošić | Sonya Jeyaseelan Maja Matevžič     | 4–6, 4–6      |
| Finalista | 2.  | 2005  | Memphis     | Dura         | Abigail Spears        | Yuka Yoshida Miho Saeki            | 3–6, 4–6      |
| Ganadora  | 1.  | 2005  | Cincinnati  | Dura         | Abigail Spears        | Květa Peschke María Emilia Salerni | 3–6, 6–2, 6–4 |
| Ganadora  | 2.  | 2006  | Quebec      | Alfombra (i) | Carly Gullickson      | Jill Craybas Alina Jidkova         | 6–3, 6–4      |
| Finalista | 3.  | 2010  | Auckland    | Dura         | Natalie Grandin       | Cara Black Liezel Huber            | 6–7(4–7), 2–6 |